# Cerekvice nad Bystřicí
Cerekvice nad Bystřicí é uma comuna checa localizada na região de Hradec Králové, distrito de Jičín‎.